# 固定资产投资
固定资产投资（简称固投）是指購買新生產的固定资产。
固定资产投资是实物资产的积累，包括机器、土地、建筑、装置、车辆或技术等。通常情况下，公司的資產負債表会列出季度或年度固定资产的支出金额，以及持有的固定资产存量的总价值。
固定资产投资需要经历3个阶段：第一阶段是进行可行性研究和资金筹措；第二阶段是投资实施；第三阶段是投资回收。